# Josh Adams (rugbista)
Joshua Huw Adams (Swansea, 21 de abril de 1995) es un jugador galés de rugby que se desempeña como wing y juega en los Worcester Warriors de la inglesa Premiership Rugby. Es internacional con los Dragones rojos desde 2018.

## Selección nacional
Representó a su selección juvenil durante dos años, compitiendo en el Campeonato Mundial. El equipo obtuvo en Nueva Zelanda 2014 la séptima ubicación y en Italia 2015 el sexto puesto.
Warren Gatland lo convocó a los Dragones rojos para disputar el Torneo de las Seis Naciones 2018 y debutó contra el XV del Cardo. Hasta el momento lleva 10 partidos jugados y 20 puntos marcados, productos de cuatro tries.

### Participaciones en Copas del Mundo
| Mundial                       | Sede    | Resultado        | PJ | Tries |
| ----------------------------- | ------- | ---------------- | -- | ----- |
| Copa Mundial de Rugby de 2019 | Japón   | Cuarto puesto    | 7  | 7     |
| Copa Mundial de Rugby de 2023 | Francia | Cuartos de Final | 4  | 1     |

## Palmarés y distinciones notables
- Copa Desafío Europeo de Rugby 2017-18
- Torneo de las Seis Naciones 2019.
- Máximo anotador de ensayos en la Copa Mundial de Rugby de 2019 con 7
- Seleccionado por los British and Irish Lions para la gira de 2021 en Sudáfrica [2]